# Stazione di Mito (Ibaraki)
La stazione di Mito (水戸駅?, Mito-eki) è la stazione principale della città di Mito nella prefettura di Ibaraki.
La stazione è passante per le linee Suigun e Jōban, mentre qui ha termine la linea privata Ōarai-Kashima.

## Linee e servizi
JR East
■ Linea Suigun
■ Linea Mito
■ Linea Jōban
Ferrovia Kashima Rinkai
■ Linea Ōarai-Kashima

## Struttura
La stazione è costituita da un grande fabbricato viaggiatori di 7 piani con diversi negozi e servizi, e si trova sopra il piano del ferro. Al livello del terreno sono presenti 8 binari con quattro marciapiedi a isola.
| 1-2 | ■ Linea Suigun        | per Iwaki-Ishikawa, Hitachi-Daigo, Kōriyama e Hitachi-Ōta        |
| 3-4 | ■ Linea Jōban         | per Katsuta, Hitachi, Takahagi, Iwaki e Hirono                   |
| 5-6 | ■ Linea Jōban         | per Tomobe, Ishioka, Tsuchiura, Abiko e Ueno                     |
| 5-6 | ■ Linea Mito          | per Tomobe, Kasama, Shimodate e Oyama                            |
| 7   | ■ Linea Jōban         | Espressi limitati per Tomobe, Ishioka, Tsuchiura, Kashiwa e Ueno |
| 8   | ■ Linea Ōarai-Kashima | per Ōarai, Shin-Hokota e Kashima-Jingū                           |

## Stazioni adiacenti
| «                    | Servizio     | »              |
| Linea Suigun         | Linea Suigun | Linea Suigun   |
| -------------------- | ------------ | -------------- |
| Capolinea            | -            | Hitachi-Aoyagi |
| Linea Jōban          |              |                |
| Linea Mito           |              |                |
| (Kairakuen) Akatsuka | -            | Katsuta        |
| Linea Suigun         |              |                |
| Capolinea            | -            | Higashi-Mito   |